# La Française-Diamant
La Française-Diamant is een historisch merk van motorfietsen.
Société des Motos Française-Diamant, Neuilly-sur-Seine, later Courbevoie (1912-1956).
Dit is een van de vele Franse merken die tot het Alcyon-concern behoorden. La Française-Diamant, ontstaan uit een in 1907 opgerichte rijwielfabriek, bouwde ook vrijwel dezelfde motorfietsen met twee- en viertaktblokken van 98- tot 498 cc.
Na 1945 werden er alleen nog 246 cc tweetakten geproduceerd. Hoewel Motos Française-Diamant in het algemeen de motorblokken zelf ontwikkelde, werden ze soms door Lalo, Mignonac et Poinsard in Romainville gebouwd.

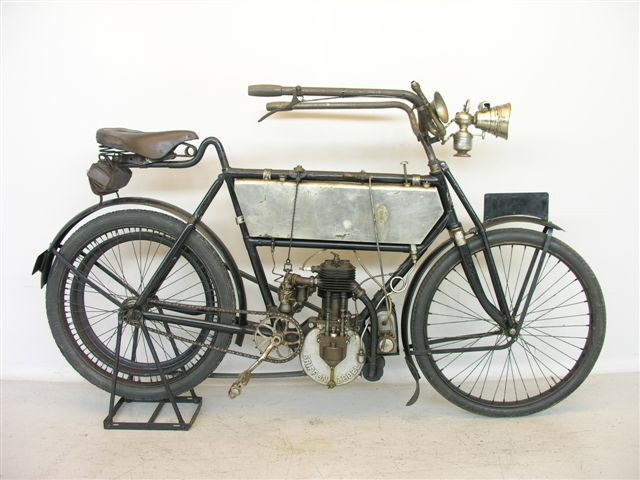
La Française-Diamant uit 1906

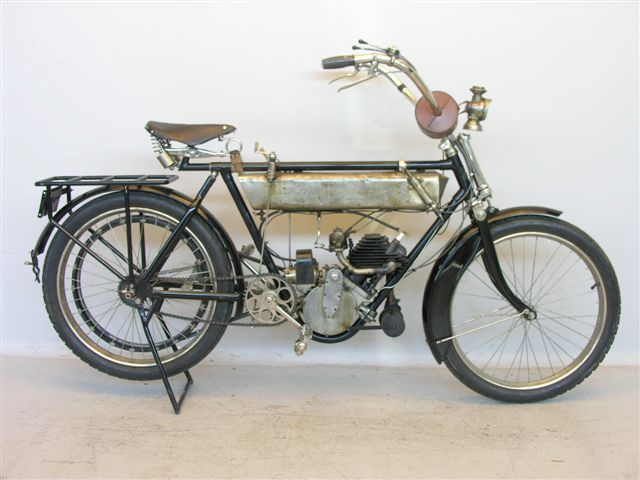
La Française-Diamant 3¾-pk (290 cc) uit 1914